# Paso de Tabasquillo
Paso de Tabasquillo är en ort i Mexiko.   Den ligger i kommunen Centla och delstaten Tabasco, i den sydöstra delen av landet, 700 km öster om huvudstaden Mexico City. Paso de Tabasquillo ligger 1 meter över havet och antalet invånare är 388.
Terrängen runt Paso de Tabasquillo är mycket platt. Runt Paso de Tabasquillo är det ganska glesbefolkat, med 32 invånare per kvadratkilometer. Närmaste större samhälle är Álvaro Obregón, 11,3 km väster om Paso de Tabasquillo. Trakten runt Paso de Tabasquillo består till största delen av jordbruksmark.